# Aeropuerto Internacional Juanda

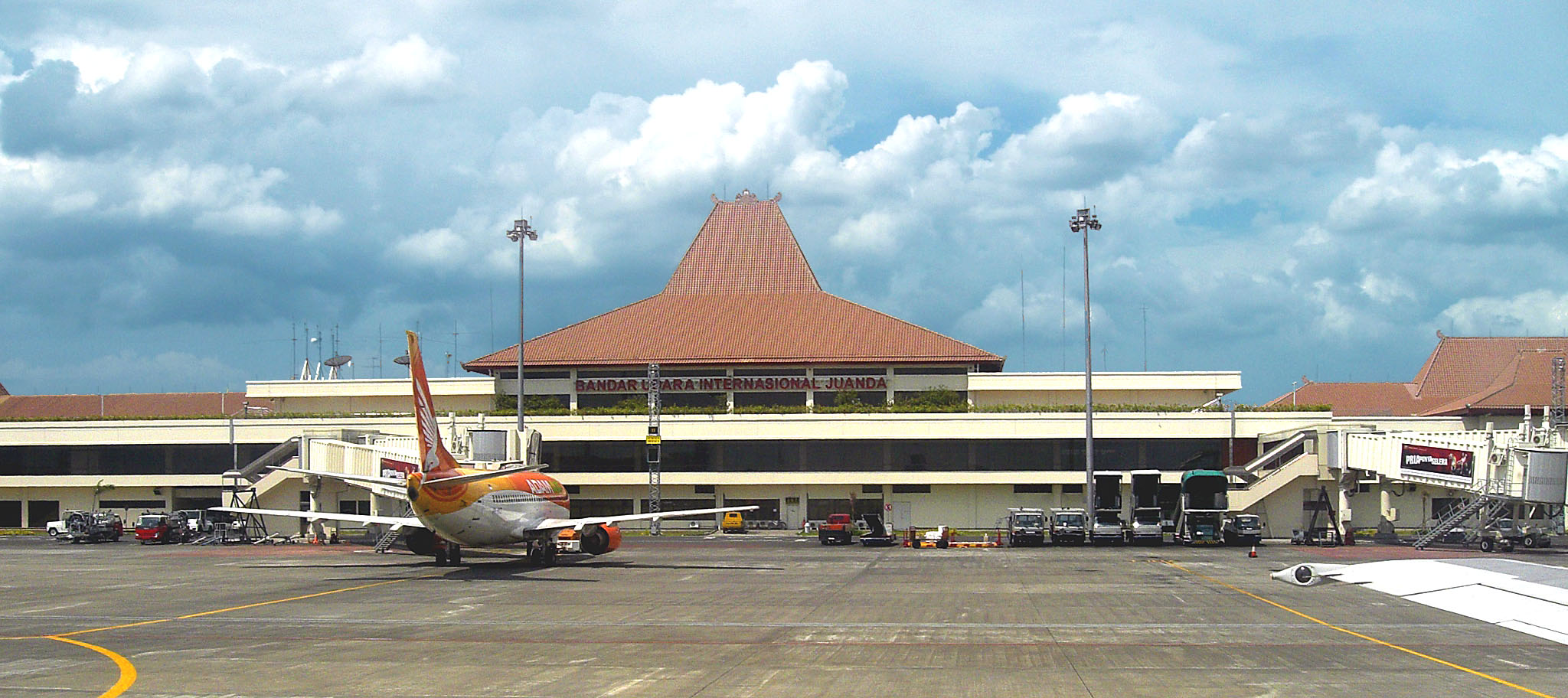
Fotografía del aeropuerto.

El Aeropuerto Internacional Juanda (indonesio: Bandar Udara Internasional Juanda) (IATA: SUB, OACI: WARR), es un aeropuerto internacional ubicado en Sidoarjo, un pequeño pueblo cerca de Surabaya, Java Oriental. Es operado por PT Angkasa Pura I. El aeropuerto recibe el nombre de Djuanda Kartawidjaja, el último primer ministro de Indonesia, quien sugirió su construcción.
Es el segundo aeropuerto más transitado de Indonesia tras el Aeropuerto Internacional Soekarno-Hatta de Yakarta, y el tercero más grande del país, tras el Aeropuerto Internacional Kuala Namu. Es la base de las aerolíneas Citilink, Garuda Indonesia, Indonesia AirAsia y Lion Air.

## Compañías aéreas

### Domésticas
- Adam Air
- Airfast
- Air Efata
- Batavia Air
- Citilink
- Garuda Indonesia
- Indonesia AirAsia
- KalStar
- Kartika Airlines
- Lion Air
- Mandala Airlines
- Merpati Nusantara Airlines
- Pelita Air
- TOP Air
- Trigana Air
- Wings Air
- Sriwijaya Air

### Internacionales
- AirAsia (Kuala Lumpur)
- Cathay Pacific (Hong Kong)
- EVA Air (Taipéi)
- Garuda Indonesia (Singapur, Kuala Lumpur, Guangzhou)
- Lion Air (Kuala Lumpur)
- Malaysia Airlines (Kuala Lumpur)
- Merpati Nusantara airlines (Kuala Lumpur)
- SilkAir (Singapur)
- Royal Brunei Airlines (Bandar Seri Begawan)
- Valuair (Singapur)

## Aerolíneas y destinos
| Aerolíneas            | Destinos |
| --------------------- | --- |
| Airfast Indonesia     | Chárter: Bawean, Karimunjawa, Kupang, Makassar |
| Batik Air             | Berau, Yakarta–Halim Perdanakusuma, Yakarta–Soekarno-Hatta, Makassar, Pangkalan Bun |
| Cathay Pacific        | Hong Kong |
| Citilink              | Balikpapan, Banjarmasin, Batam, Denpasar, Yakarta–Halim Perdanakusuma, Yakarta–Soekarno-Hatta, Lombok, Makassar, Manado, Pontianak, Samarinda |
| Flynas                | Chárter: Yeda |
| Garuda Indonesia      | Denpasar, Yakarta–Soekarno-Hatta, Kupang, Singapur Estacional: Yeda, Medina |
| Indonesia AirAsia     | Denpasar, Johor Bahru, Kuala Lumpur–Internacional, Penang |
| Lion Air              | Ambon, Balikpapan, Banjarmasin, Batam, Denpasar, Yakarta–Soekarno-Hatta, Kuala Lumpur–Internacional, Kendari, Kupang, Lombok, Makassar, Manado, Medan, Palangkaraya, Palembang, Pekanbaru, Pontianak, Samarinda, Tarakan, Ternate Estacional: Yeda, Medina |
| Malaysia Airlines     | Kuala Lumpur–Internacional |
| NAM Air               | Pangkalan Bun |
| Pelita Air            | Balikpapan, Yakarta–Soekarno-Hatta |
| Royal Brunei Airlines | Bandar Seri Begawan |
| Saudia                | Estacional: Yeda, Medina |
| Scoot                 | Singapur |
| Singapore Airlines    | Singapur |
| Sriwijaya Air         | Makassar |
| Super Air Jet         | Balikpapan, Banjarmasin, Denpasar, Yakarta–Soekarno-Hatta, Kuala Lumpur–Internacional, Kupang, Labuan Bajo, Lombok, Makassar, Samarinda |
| Wings Air             | Banyuwangi, Sampit |

## Accidentes e incidentes
- 21 de febrero de 2007: El vuelo 172 de Adam Air, un Boeing 737-300 (matriculado PK-KKV) que volaba de Yakarta a Surabaya, realizó un aterrizaje brusco en el Aeropuerto Internacional de Juanda, lo que provocó una falla estructural de la aeronave.[13]
- 13 de abril de 2010: El vuelo 780 de Cathay Pacific, un Airbus A330-300 (matriculado B-HLL) con una ruta desde el Aeropuerto Internacional de Juanda al Aeropuerto Internacional de Hong Kong, aterrizó de manera segura después de que ambos motores fallaran debido al combustible contaminado cargado en Juanda. 57 pasajeros resultaron heridos. Los dos pilotos recibieron posteriormente el Premio Polaris de la Federación Internacional de Asociaciones de Pilotos de Aerolíneas por su heroísmo y destreza aérea.[14]
- 1 de febrero 2014: El vuelo 361 de Lion Air, un Boeing 737-900ER (matriculado PK-LFH) procedente del Aeropuerto Sultan Aji Muhammad Sulaiman de Balikpapan al Aeropuerto Internacional de Juanda, aterrizó con fuerza y rebotó cuatro veces en el suelo, lo que causó un impacto de cola y daños considerables al avión. No hubo víctimas mortales, pero dos pasajeros resultaron gravemente heridos y otros tres sufrieron heridas leves.[15]
- 28 de diciembre de 2014: El vuelo 8501 de Indonesia AirAsia, un Airbus A320-200 (matriculado PK-AXC) con 155 pasajeros y siete tripulantes a bordo, se estrelló en el Mar de Java mientras se dirigía del Aeropuerto Internacional Juanda al Aeropuerto de Changi de Singapur, muriendo las 162 personas a bordo. Las licencias regulatorias para las rutas Surabaya-Singapur y Medan-Palembang fueron suspendidas para Indonesia AirAsia desde enero de 2015, sin embargo, debido a sospechas de incumplimiento de las licencias, se reanudó la ruta Medan-Palembang.